# 관찰 학습
관찰학습(觀察學習, Observational Learning) 또는 간혹 '모델링'(modeling)은 사회학습이론(Social Learning Theory)의 한 유형으로, 행동주의 심리학과 인지주의 심리학 이론이 반영된것으로, 다른 사람의 행동과 그 결과의 관찰로 학습이 이루어진다고 보는 이론이다. 이 이론은 고전적 조건형성(Classical conditioning)과 조작적 조건화 이론(Operant Conditioning) 및 인지심리학등에 그 기반을 두고 있으며  개체가 개별적으로 어떤 행동을 수정할 수 있다는 면과 함께 다른 개체의 모델행동(modeling)을 통해 보상하는 모방에서 더 많은 유기체가 그런 유의미한 행동을 효과적으로 학습할 수 있다는 심리학 이론이다.

## 유형
알버트 반두라(Albert Bandura)는 인간을 사회적인 동물로 보고, 직접적인 보상이나 벌의 결과를 통해서만 바람직한 행동을 형성하는 것이 아니라 다른 사람의 행동과 그 결과를 관찰하는 것으로도 학습이 이루어진다고 보았다(Bandura,1971). 이것을 관찰학습이라고 하는데 관찰학습에는 관찰을 통한 고전적 조건화와 관찰을 통한 조작적 조건화의 두 가지 유형이 있다.
- 관찰을 통한 고전적 조건화 (파블로프의 고전적 조건화를 참고)

어떤 유기체가 특정 조건자극(cS)에 대해 공포반응을 느끼는 장면을 보면 다른 유기체는 그 조건자극(cS)에 대한 공포반응을 학습하게 된다. 예를 들면, 흰 쥐를 보고 깜짝 놀라는 형을 본 동생이 다음부터 흰 쥐를 보면 놀라게 되는 것이다.
- 관찰을 통한 조작적 조건화 (스키너의 조작적 조건화를 참고)

어떤 유기체가 어떤 행동을 했을 때 강화를 받는 것을 목격했다면 다른 유기체도 그 행동을 하기 원하게 된다. 예를 들면 형이 김치를 먹은 뒤 부모님께 칭찬을 받은 것을 동생이 보면 동생도 김치 먹기를 원한다는 것이다. 그러나 어떤 유기체가 어떤 행동을 했을 때 혐오자극이 제공되는 것을 목격한다면 다른 유기체도 그 행동을 하지 않으려 한다. 흡사 학교 현장에서 떠드는 아이를 벌준 뒤 다른 아이들이 덩달아 조용해지는 것과 같다. 이처럼 조작적 조건화의 과정과 같이 모든 유기체가 강화나 벌을 받은 것이 아님에도 관찰을 통해 행동의 빈도가 높아지거나 낮아지는 것을 관찰학습이라고 하는 것이다.

## 관찰학습의 과정
이런 관찰학습은 기본적인 네 가지 과정에 의해 구분되는데, 그 과정은 다음과 같다(Bandura,1971).

### 주의집중
주의집중(Attention)과정은 유기체가 관찰학습의 모델이 되는 행동과 그 결과에 주의를 기울이는 것을 말한다. 이는 관찰학습의 가장 기본적인 단계가 된다. 만약 모델의 행동에 주의를 집중하지 않거나 부적절한 측면에 주의를 집중한다면 관찰학습은 일어나지 않는다. 예를 들면 음악시간에 학생들이 악기를 다루는 교사에게 집중하지 않는다면 학생들이 그 악기를 다루기 어렵게 되는 것과 같다.
따라서 관찰학습의 모델이 되는 행동이나 그 모델은 관찰학습을 경험하는 관찰자의 주의를 이끄는 힘이 있어야 한다. 인간은 유능하고 호감이 가며 인격이 훌륭한 모델에게 더 주의를 잘 기울이는 경향이 있다(Sternberg&Williams,2002). 따라서 현장에서 수업을 진행하는 교사는 관찰자의 훌륭한 모델이 되기 위해 노력할 필요가 있다.

### 파지
파지(Retention)과정은 관찰학습의 모델이 되는 행동을 돌이켜보기 위해 관찰자가 하는 인지적 행위이다(Chance,1999). 파지과정에서는 관찰한 행동들을 보통 언어로 표상하여 기억하는데, 언어적인 표현이 힘든 것은 이미지로 기억하게 된다. 위에서 음악시간에 교사가 보여준 악기 다루는 방법에 대해 학생들이 기억하고 있어야 다음에 쉽게 따라할 수 있게 되는 것과 같다. 만약 학생들이 기억하지 못한다면 관찰학습은 일어나지 않게 된다.
파지(把持)과정에서 중요한 것은 인지적 시연이다. 인지적 시연은 언어나 이미지의 형태로 기억하기만 하는 것이 아니라 마음 속으로 그려보는 것을 말한다. 음악시간에 교사가 보여준 악기 다루는 방법을 바로 언어의 형태로 기억하는 것이 아니라 학생 자신이 악기를 다루는 양 마음 속으로 그려보는 것이 파지과정에 도움을 주게 된다는 것이다. 이것을 인지적 시연이라고 한다.

### 행동재생
행동재생(Motor Reproduction)과정은 기억되어 있는 모델의 행동을 본인의 신체로 직접 재생산하는 과정을 말한다. 관찰한 모방행동을 성공적으로 재생하려면 머릿속에 기억한 것만으로는 안 되고, 직접 행동으로 연습해보아야 정확하고 성공적인 모방이 가능한 것이다. 따라서 반두라는 관찰자의 행동이 모델 행동과 일치되기 위해서는 실제 운동적 반복이 필요하다고 주장하였다(Bandura,1971).
음악시간에 악기를 다루는 방법을 보여 준 교사는 수업중에서처럼 단순히 보여주고, 방법을 암기시키는 것 뿐만 아니라 스스로 연습할 수 있도록 기회를 주어야 한다. 이런 운동재생의 과정을 통해 관찰자는 모델의 행동을 완전히 숙지할 수 있게 되는 것이다.

### 동기화
동기화(Motivation)는 실제 행동으로 실현하고자 하는 동기나 욕구의 과정을 말한다. 관찰자가 모델의 행동을 정확하게 기억하고 운동능력을 지니게 되었다고 하더라도 유기체가 직접 행동하려는 동기가 없으면 실제 행동으로 나타나지 않게 된다. 이 동기화를 결정짓는 요인은 행동의 결과가 어떤 것이냐 하는 것인데, 모델에게 주어진 행동의 결과가 어떤 것이었느냐에 따라 동기화의 결과가 달라지게 된다. 따라서 교사는 관찰자의 성공적인 관찰학습을 위해 바람직한 행동을 할 때마다 강화인을 제공해 줄 필요가 있다.
모델을 통한 관찰학습이 매우 효과적이기는 하나, 유의할 점이 있다. 만약 어떤 학생이 휴지를 주웠을 때 교사가 칭찬하는 것을 목격한 다른 학생이 다음번에 휴지를 주웠는데, 교사가 칭찬하지 않으면 더 이상 휴지를 주우려 하지 않을 뿐 아니라 부정적인 정서반응을 유발할 수 있다.

## 보보인형
보보인형연구(Bobo doll experiment)는 1961년부터 제안된 대표적인 관찰학습에 대한 초기 연구이다.

## 같이 보기
- 진화심리학
- 행동주의
- 역할수행이론
- 잠재학습